# Aco Stojkov
Aco Stojkov (Strumica, 29. travnja 1983.) bivši je sjevernomakedonski nogometaš koji je igrao na poziciji napadača.